# Байеу, Рамон
Рамон Байеу (Байеу-и-Субиас; исп. Ramón Bayeu y Subías; 2 декабря 1744[…], Сарагоса, Арагон — 1 марта 1793, Аранхуэс, Мадрид) — испанский художник и гравёр, младший брат художника Франсиско Байеу. 

## Биография
Родился в 1744 году в Сарагосе в семье ремесленника, изготовлявшего инструменты для цирюльников и хирургов. Братья Байеу рано осиротели. С конца 1750-х Рамон учился живописи у своего старшего брата. В 1758 году они предприняли попытку перебраться в Мадрид, однако сложное материальное положение не позволило им там задержаться. Желание братьев переехать в столицу исполнилось только в 1763 году, когда сам король Карл III услышал об одарённом художнике из Сарагосы (Франсиско Байеу). Франсиско был вызван в Мадрид, где ему предложили присоединиться к группе художников, расписывавших интерьеры Королевского дворца в Мадриде под руководством Антона Рафаэля Менгса. Параллельно, Франсиско почти сразу же был зачислен учеником в Королевскую академию художеств Сан-Фернандо и начал писать эскизы для Королевской фабрики гобеленов.
В 1773 году Рамон тоже начал создавать эскизы и «картоны» для гобеленовой фабрики; сегодня известно не менее 35 типов шпалер, созданных по рисункам Рамона. Он также работал вместе с Франсиско Гойей над созданием религиозных полотен в одном из монастырей в Вальядолиде и росписей в церкви Успения Богоматери в Вальдеморо. Также Рамон выполнил несколько фресок в базилике Нуэстра-Синьора-дель-Пилар в Сарагосе. Он был также известен и как станковый живописец, и как гравёр, создававший преимущественно гравюры по мотивам полотен религиозного содержания старых мастеров, таких, как Гверчино (некоторые из этих гравюр сегодня хранятся в музее Прадо).
В 1786 году, по протекции старшего брата Франсиско и Мариано Сальвадора Маэльи, Рамон был назначен директором Королевской фабрики гобеленов. Многие годы он добивался получения звания придворного художника, которое имели его старший брат, Маэлья и Гойя. Рамон направил по крайней мере три прошения королю о присвоении звания, но получил отказ. Тогда в 1791 году он попытался саботировать работу гобеленовой фабрики, чтобы обратить внимание на то, что был несправедливо обойдён. В итоге, Рамону было присвоено звание придворного художника, которого он добивался 15 лет, однако без дополнительного жалования. 
В следующем году у Рамона начали проявляться симптомы какой-то болезни (вероятно, отравления свинцом). Он скончался в следующем году в Аранхуэсе. Рамон не был женат и не оставил законных детей.

## Галерея

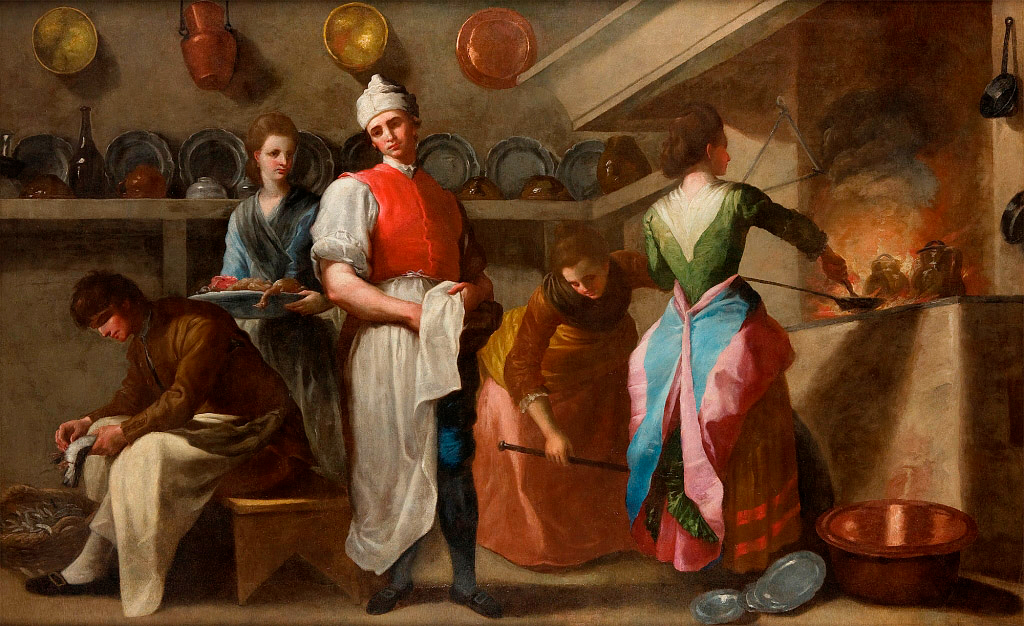
Кухня
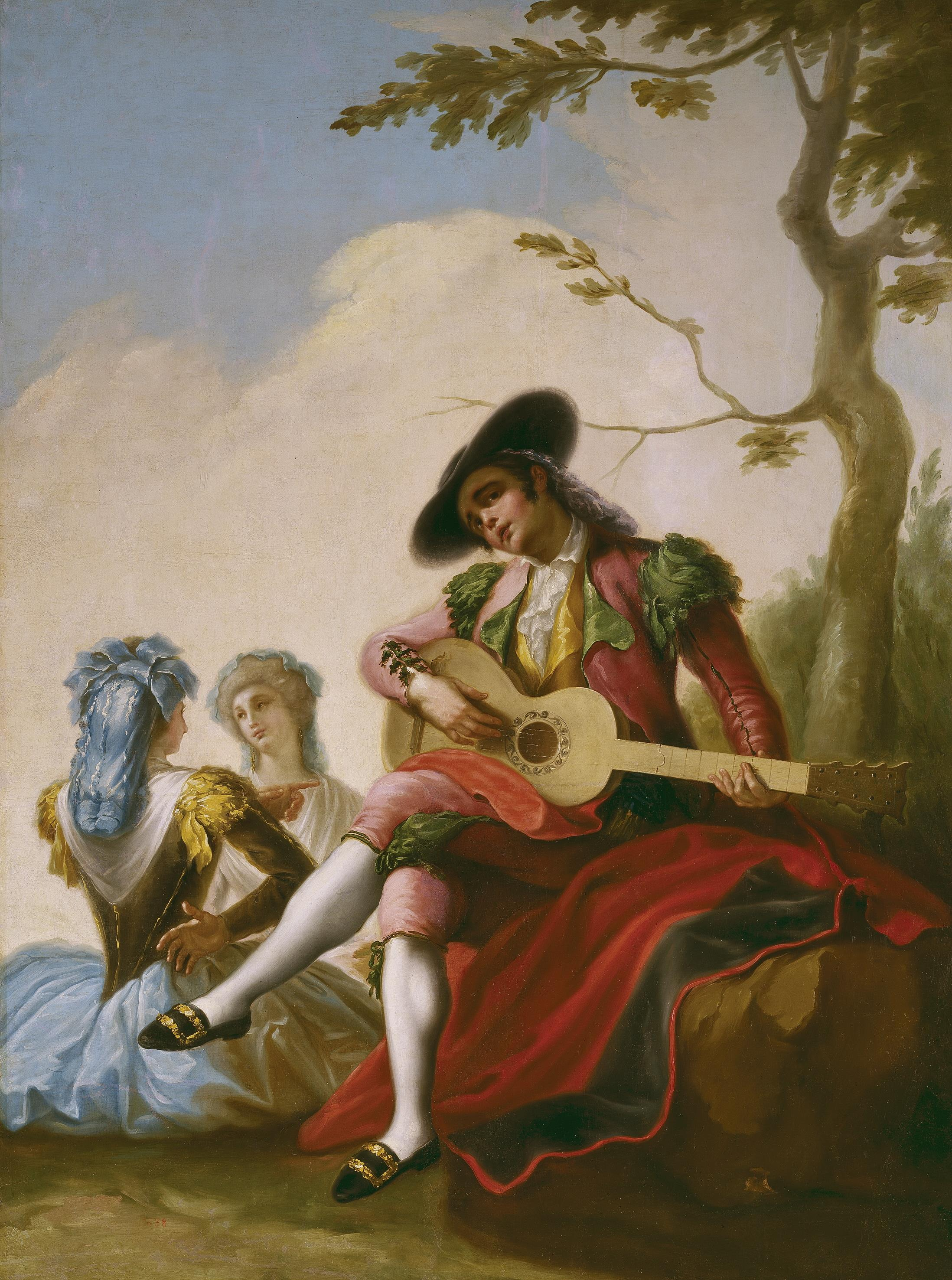
Махо с гитарой
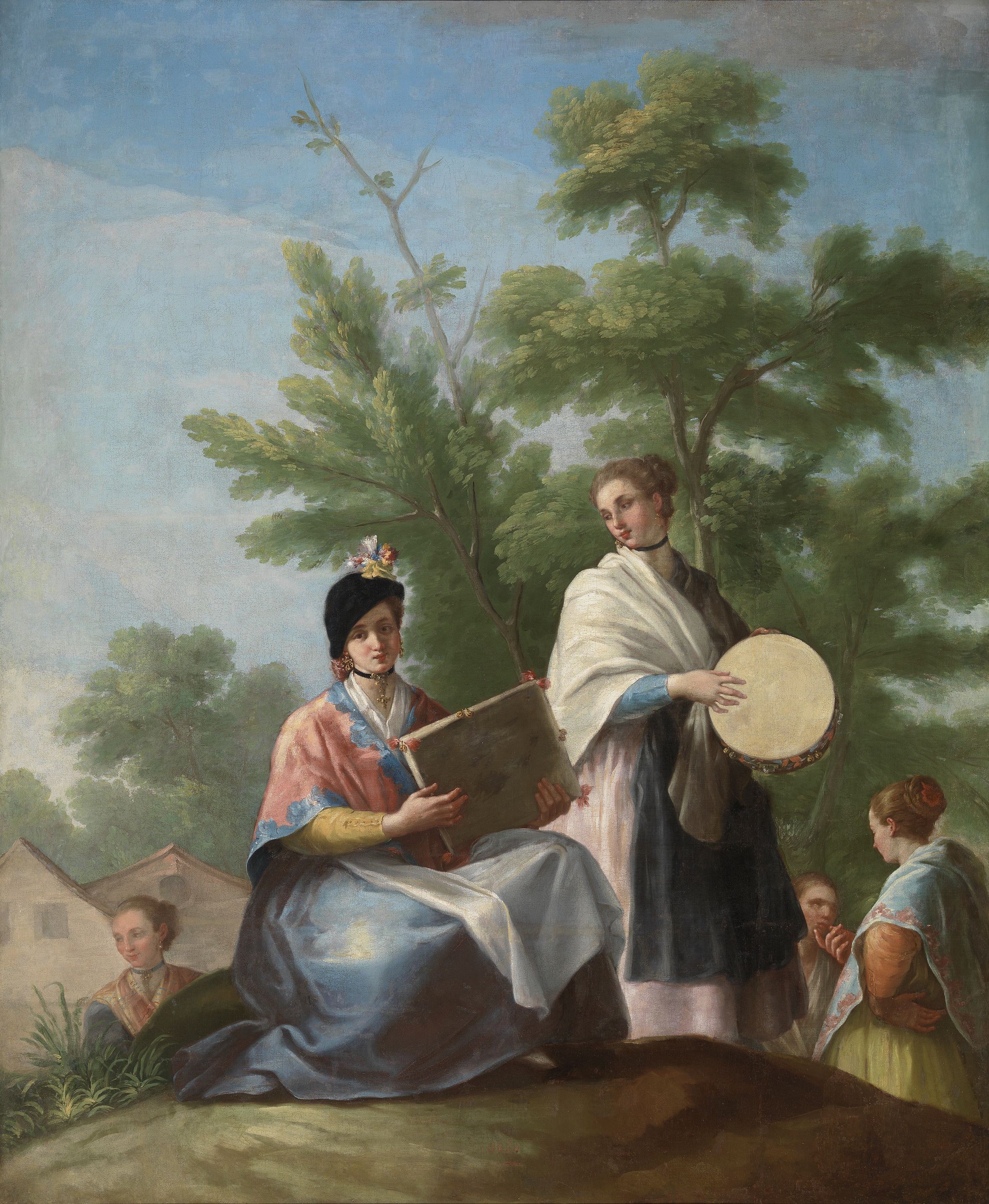
Девушки с бубнами
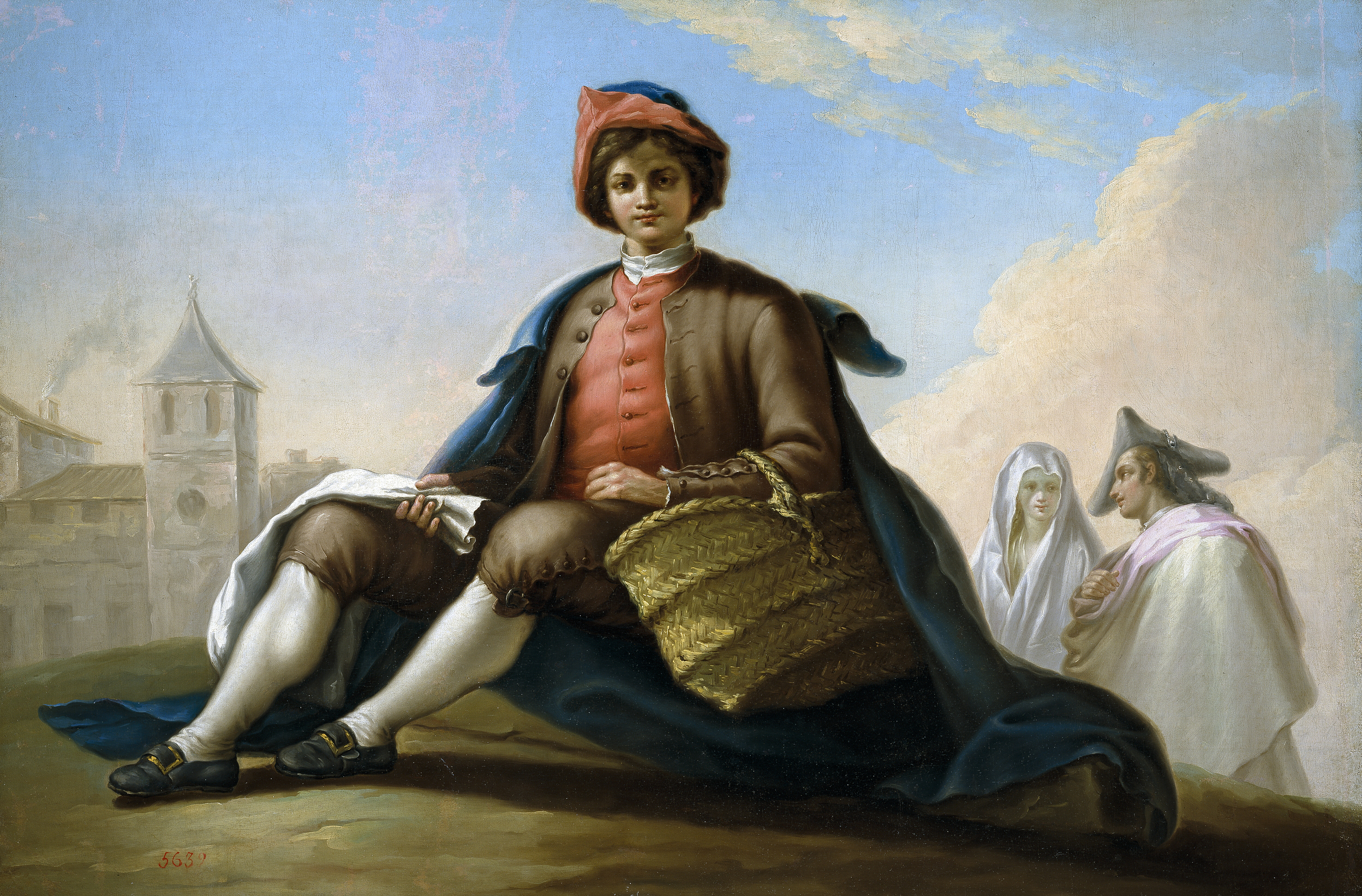
Мальчик с корзиной
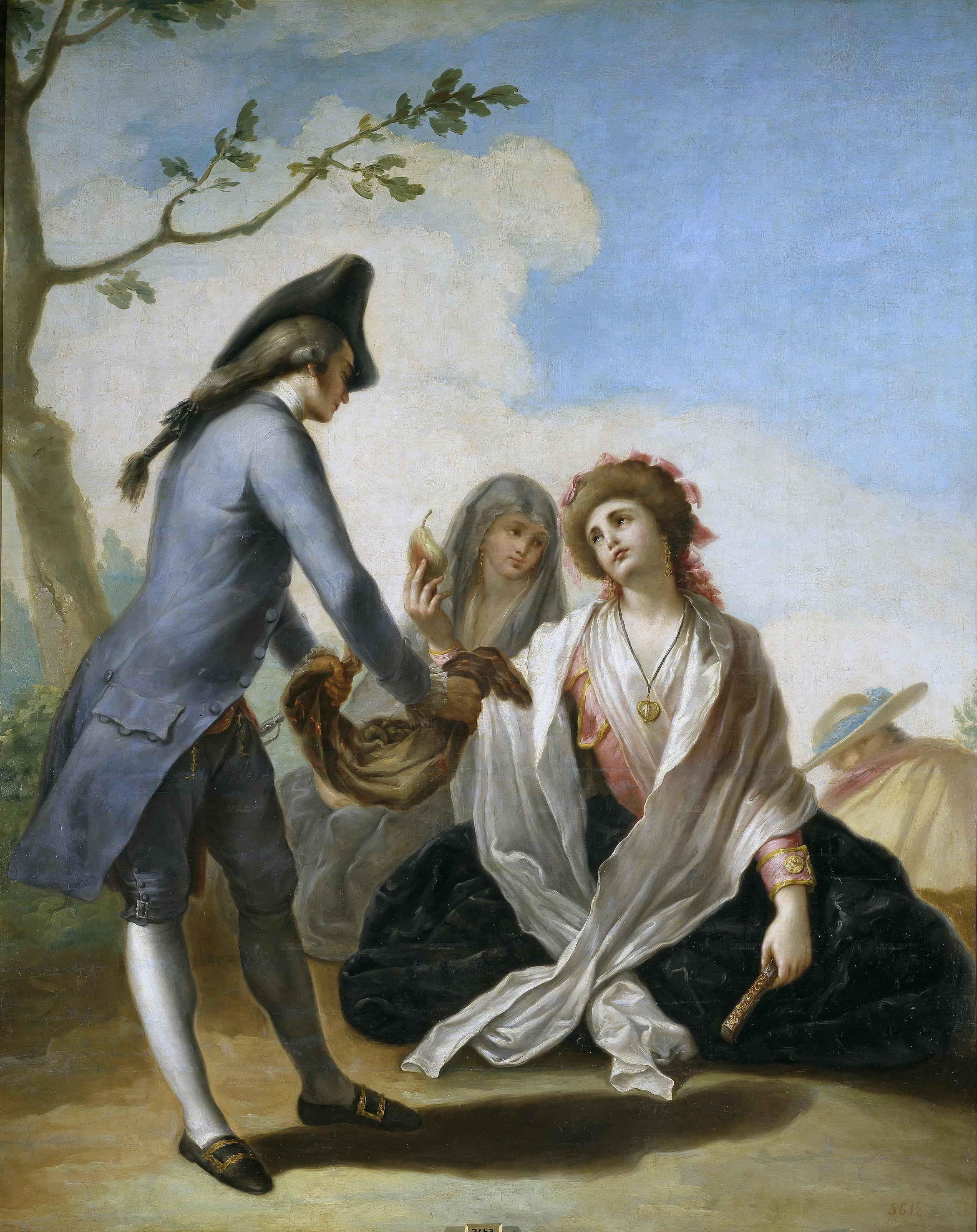
Подарок
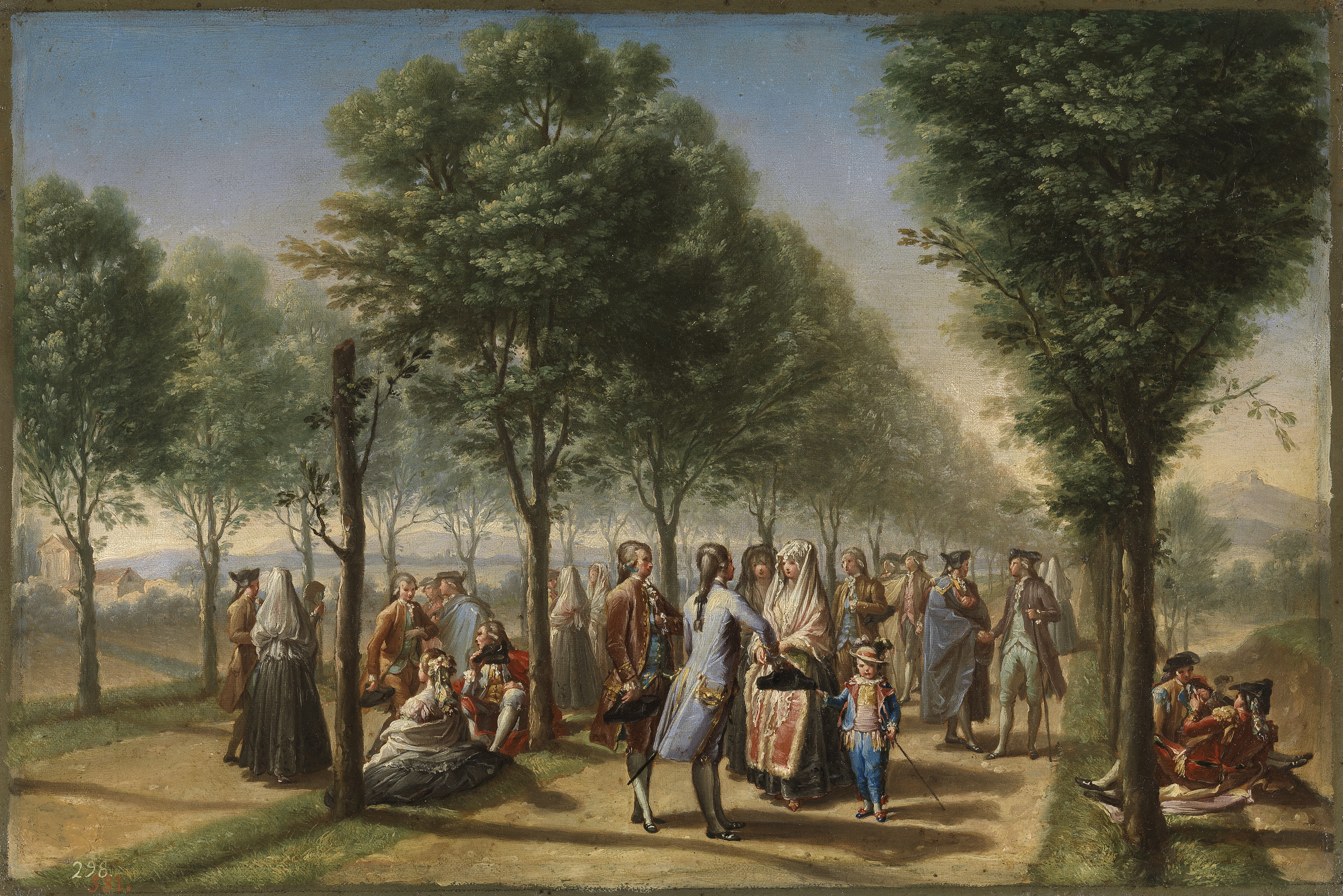
Бульвар в Мадриде
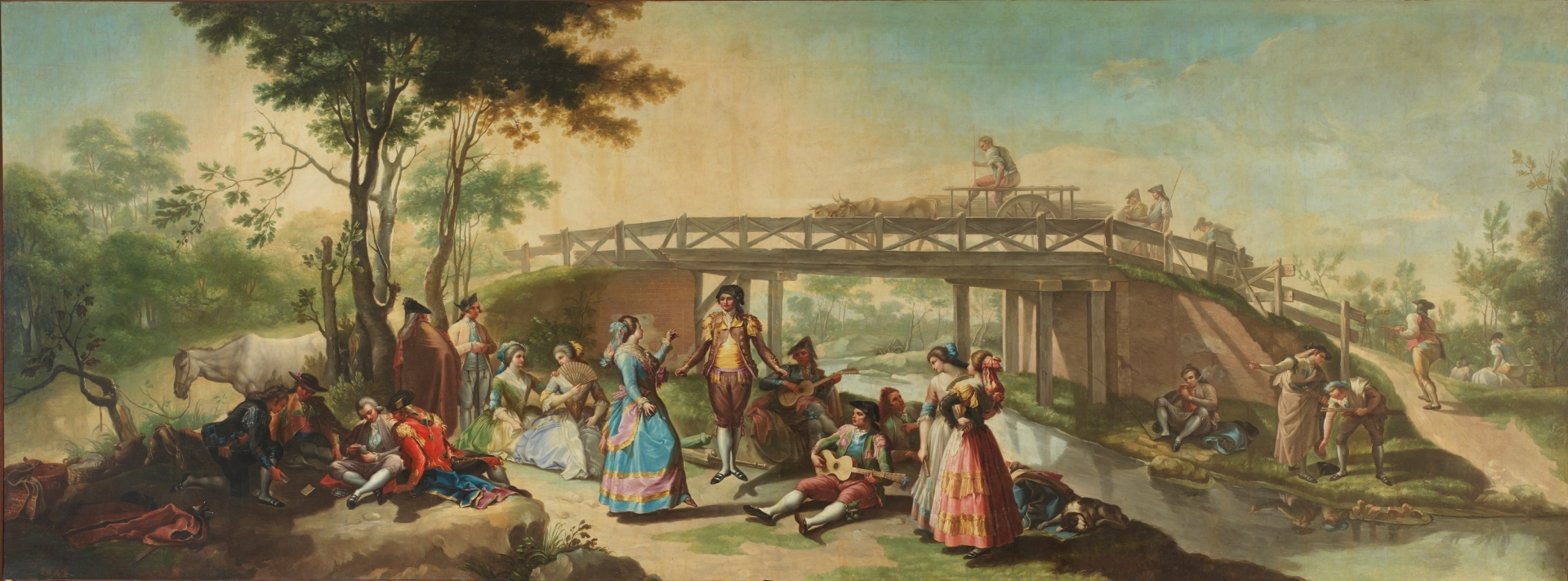
Горожане Мадрида, отдыхающие на берегу канала.